# Hausen (Hessisch Lichtenau)
Hausen (ⓘ) ist ein Stadtteil von Hessisch Lichtenau im nordhessischen Werra-Meißner-Kreis.

## Geographie
Hausen liegt etwa 8 Kilometer nordöstlich von Hessisch Lichtenau am Rand des Hohen Meißner im Naturpark Meißner-Kaufunger Wald. Es wird als höchstgelegener Ort Kurhessens bezeichnet. Durch den Ort führt die Landesstraße 3249.

## Geschichte
Soweit bekannt, wird das Dorf im Jahr 1300 unter dem Ortsnamen Husin erstmals erwähnt. Im 14. Jahrhundert wurde die Kirche erbaut. Die evangelische Kirchengemeinde gehörte zum Kirchspiel Velmeden und wurde nach der Auflösung dieses Kirchspiels im Mai 2008 zusammen mit der Kirchengemeinde Velmeden pfarramtlich mit der Pfarrstelle Walburg verbunden. Der Ort gehörte bis 1821 zum hessischen Amt Lichtenau und danach zum Landkreis Witzenhausen. Während der französischen Besetzung gehörte der Ort zum Kanton Lichtenau im Königreich Westphalen (1807–1813).
Zum 1. Januar 1974 wurde im Zuge der Gebietsreform in Hessen die bis dahin zum Landkreis Witzenhausen gehörende Gemeinde Hausen kraft Landesgesetz in die Stadt Hessisch Lichtenau im neu gebildeten Werra-Meißner-Kreis eingegliedert.  Für die eingegliederten neun Stadtteile sowie die Kernstadt wurde jeweils ein Ortsbezirk mit Ortsbeirat und Ortsvorsteher eingerichtet.

## Bevölkerung
Einwohnerstruktur 2011
Nach den Erhebungen des Zensus 2011 lebten am Stichtag, dem 9. Mai 2011, in Hausen 267 Einwohner. Darunter waren 3 (1,1 %) Ausländer.
Nach dem Lebensalter waren 48 Einwohner unter 18 Jahren, 90 zwischen 18 und 49, 51 zwischen 50 und 64 und 75 Einwohner waren älter.
Die Einwohner lebten in 102 Haushalten. Davon waren 18 Singlehaushalte, 30 Paare ohne Kinder und 39 Paare mit Kindern, sowie 12 Alleinerziehende und 3 Wohngemeinschaften. In 27 Haushalten lebten ausschließlich Senioren und in 60 Haushaltungen lebten keine Senioren.
Einwohnerentwicklung
| Quelle: Historisches Ortslexikon |                                                                   |
| • 1575:                          | 22 Hausgesesse                                                    |
| • 1585:                          | 22 Hausgesesse                                                    |
| • 1681:                          | 26 Hausgesesse                                                    |
| • 1747:                          | 52 Mannschaften mit 45 Feuerstellen                               |
| • 1961:                          | 362 evangelische (= 92,11 %), 22 katholische (= 5,60 %) Einwohner |

| Hausen: Einwohnerzahlen von 1834 bis 2011 | Hausen: Einwohnerzahlen von 1834 bis 2011 | Hausen: Einwohnerzahlen von 1834 bis 2011 | Hausen: Einwohnerzahlen von 1834 bis 2011 | Hausen: Einwohnerzahlen von 1834 bis 2011 |
| --- | ----------------------------------------- | ----------------------------------------- | ----------------------------------------- | ----------------------------------------- |
| Jahr |                                           |                                           |                                           | Einwohner                                 |
| 1834 | 1834                                      |                                           | 349                                       | 349                                       |
| 1840 | 1840                                      |                                           | 374                                       | 374                                       |
| 1846 | 1846                                      |                                           | 370                                       | 370                                       |
| 1852 | 1852                                      |                                           | 345                                       | 345                                       |
| 1858 | 1858                                      |                                           | 368                                       | 368                                       |
| 1864 | 1864                                      |                                           | 364                                       | 364                                       |
| 1871 | 1871                                      |                                           | 304                                       | 304                                       |
| 1875 | 1875                                      |                                           | 314                                       | 314                                       |
| 1885 | 1885                                      |                                           | 297                                       | 297                                       |
| 1895 | 1895                                      |                                           | 303                                       | 303                                       |
| 1905 | 1905                                      |                                           | 289                                       | 289                                       |
| 1910 | 1910                                      |                                           | 333                                       | 333                                       |
| 1925 | 1925                                      |                                           | 340                                       | 340                                       |
| 1939 | 1939                                      |                                           | 313                                       | 313                                       |
| 1946 | 1946                                      |                                           | 460                                       | 460                                       |
| 1950 | 1950                                      |                                           | 426                                       | 426                                       |
| 1956 | 1956                                      |                                           | 412                                       | 412                                       |
| 1961 | 1961                                      |                                           | 393                                       | 393                                       |
| 1967 | 1967                                      |                                           | 377                                       | 377                                       |
| 1970 | 1970                                      |                                           | 329                                       | 329                                       |
| 1980 | 1980                                      |                                           | ?                                         | ?                                         |
| 1990 | 1990                                      |                                           | ?                                         | ?                                         |
| 2000 | 2000                                      |                                           | ?                                         | ?                                         |
| 2011 | 2011                                      |                                           | 267                                       | 267                                       |
| Datenquelle: Historisches Gemeindeverzeichnis für Hessen: Die Bevölkerung der Gemeinden 1834 bis 1967. Wiesbaden: Hessisches Statistisches Landesamt, 1968. Weitere Quellen: LAGIS; Zensus 2011 |                                           |                                           |                                           |                                           |

Berufsgliederung 1724
- 2 Amtspers., 19 Leinweber, 2 Schneider, 4 Schmiede, 2 Wagner, 3 Zimmerleute, 3 Bergleute, 6 Fuhrleute, 1 Maurer, 12 Ackerleute, 16 Tagelöhner, 1 Hirte

## Politik
Für Hausen besteht ein Ortsbezirk (Gebiete der ehemaligen Gemeinde Hausen) mit Ortsbeirat und Ortsvorsteher nach der Hessischen Gemeindeordnung.
Der Ortsbeirat besteht aus fünf Mitgliedern. Bei den Kommunalwahlen in Hessen 2021 betrug die Wahlbeteiligung zum Ortsbeirat 57,81 %. Alle Kandidaten gehörten der SPD an. Der Ortsbeirat wählte Peter Koch zum Ortsvorsteher.

## Naturräume
Sehenswert ist die Kitzkammer, ein Naturdenkmal.

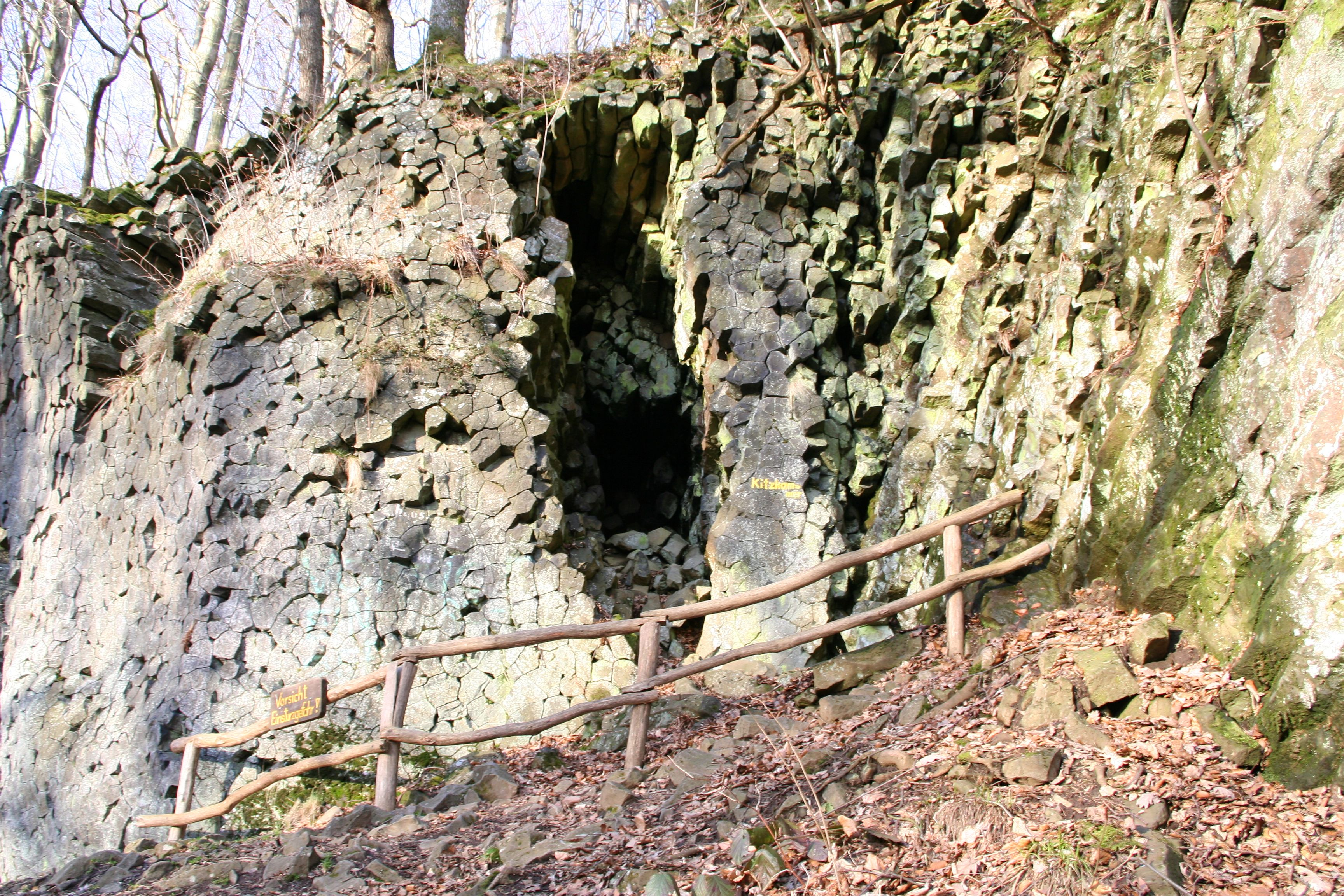
Die Kitzkammer
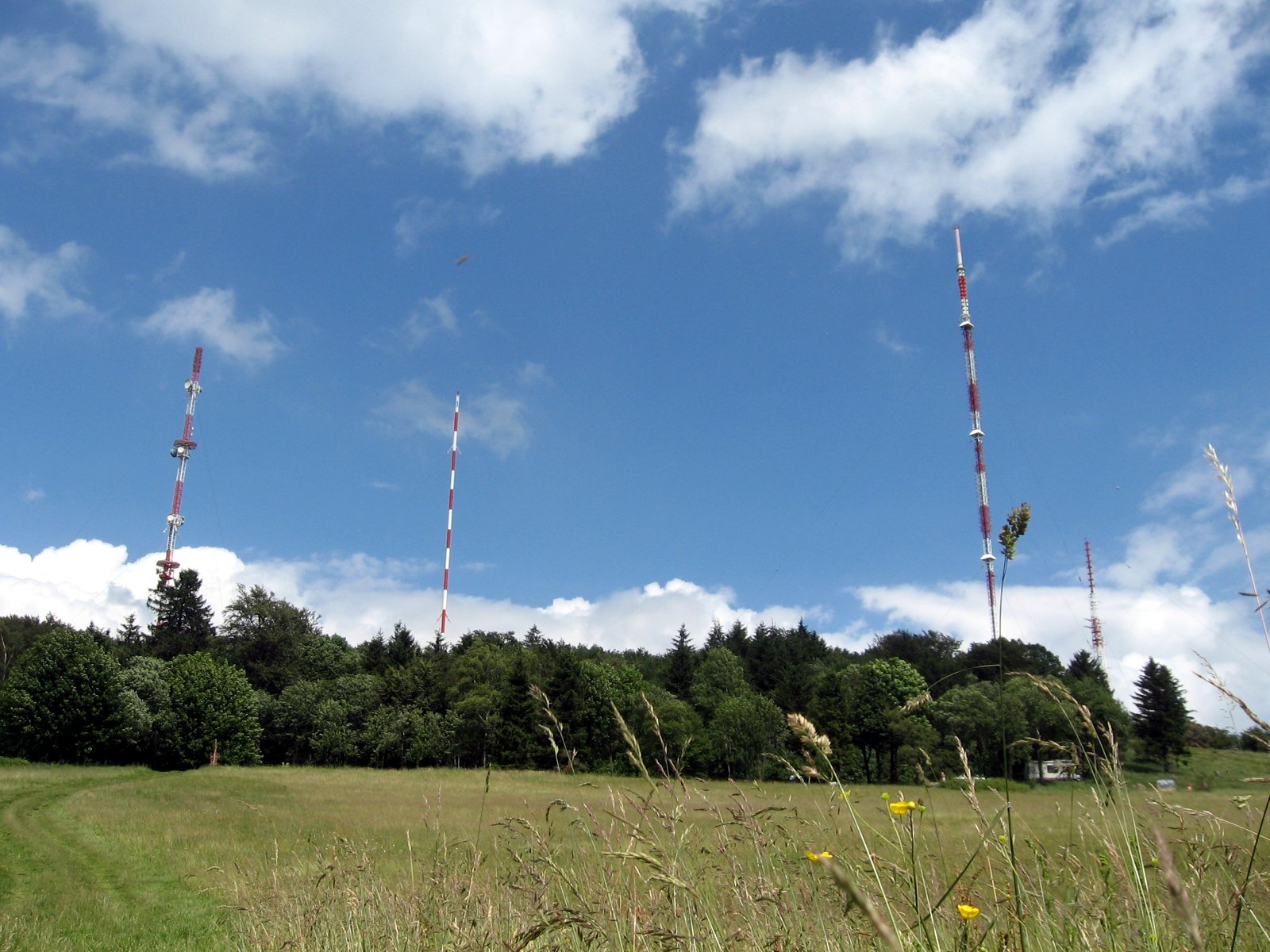
Meissner Sendetürme
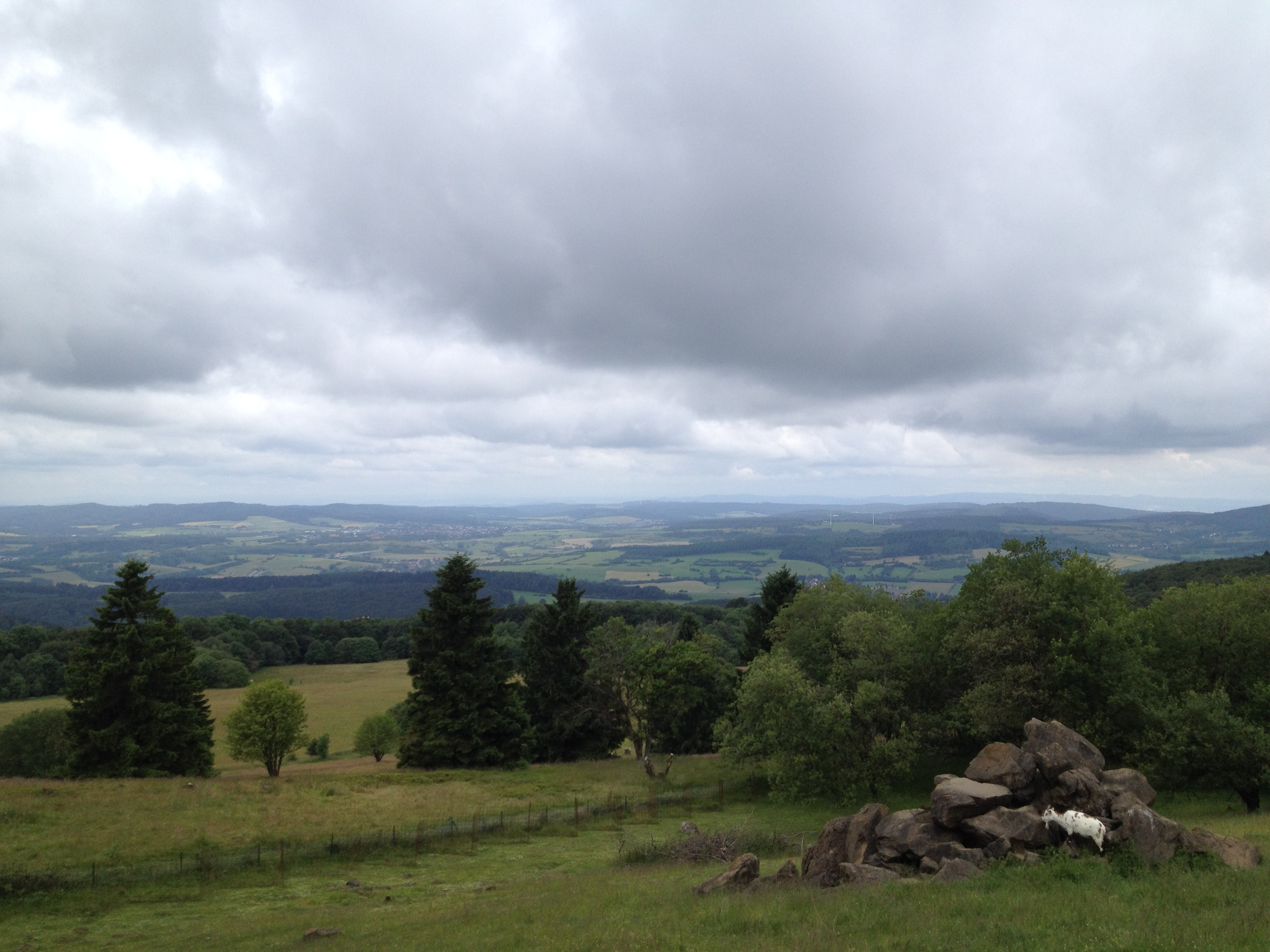
Aussicht Berggasthof Meißner
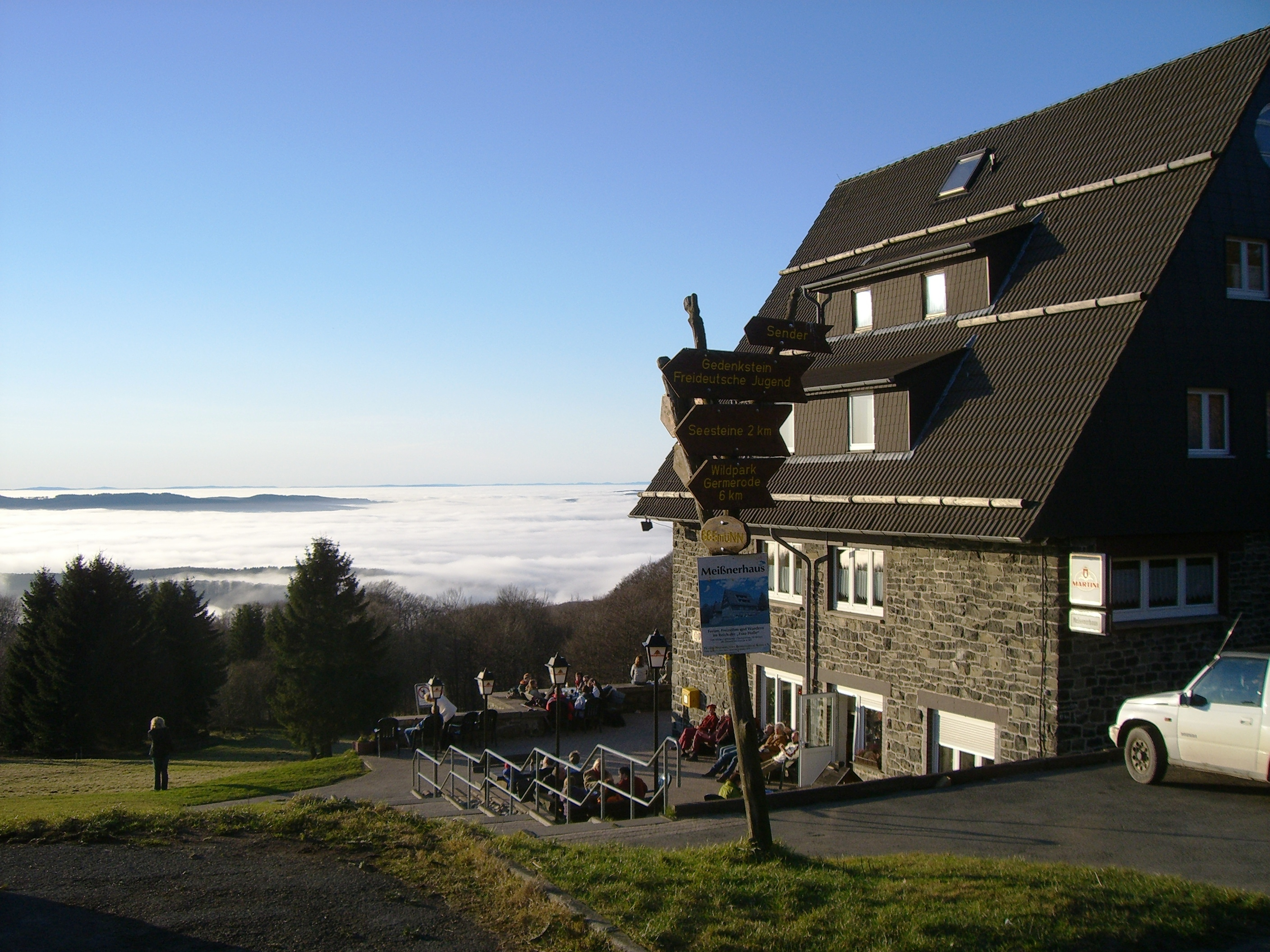
Aussicht Naturfreundehaus Meißner